# الیاس شاعر
الیاس شاعر (انگلیسی: Ilias Chair؛ زادهٔ ۳۰ اکتبر ۱۹۹۷) بازیکن فوتبال اهل بلژیک است.
از باشگاه‌هایی که در آن بازی کرده‌است می‌توان به باشگاه فوتبال لیرسه اشاره کرد.
وی همچنین در تیم‌های ملی فوتبال زیر ۲۰ سال مراکش، زیر ۲۳ سال مراکش، و مراکش بازی کرده‌است.